# Ove Johansson (Musiker)
Ove Johansson (* 3. Dezember 1936 in Alingsås; † 25. Dezember 2015 in Steninge) war ein schwedischer Jazz- und Fusionmusiker (Tenorsaxophon, EWI, Elektronik, Komposition). Er galt als Jazz-Innovator und als „eine der markantesten Stimmen der schwedischen Jazzmusik“.

## Leben und Wirken
Johanssons Vater importierte Jazzplatten aus den USA, die er dessen Kunden als kleiner Junge vorspielte; so hörte er bereits als Kind die Musik von Lester Young, Coleman Hawkins, Charlie Parker oder Buddy DeFranco. Schon früh wollte er Musiker werden. Nachdem er zunächst eine Klarinette bekommen hatte, konzentrierte er sich aufs Üben und verließ die Schule. Nach einem Jahr wechselte er zum Saxophon. Schon bald wurde er in einer Band engagiert und wurde Berufsmusiker. Als er 20 Jahre alt wurde, beschloss er, sich auf Jazzmusik zu konzentrieren. 1955 trat er mit einer Band im schwedischen Fernsehen auf, die Modern Jazz präsentierte.
Anfang der 1960er Jahre leitete Johansson eine Gruppe, die Free Jazz spielte. Sie arbeitete mit Tänzern, Sängern und Performance-Künstlern zusammen und experimentierte mit Tonbandgeräten und anderen Geräten. In der Folge gab er viele Konzerte in Kunstmuseen, wie dem Moderna Museet in Stockholm. Eine Zeit lang lebte er in Kopenhagen und trat dort auf. Zurück in Göteborg war er in der Göteborg Big Band aktiv. Eine CD mit seiner Free-Jazz-Gruppe aus den Jahren 1963 bis 1965 wurde 2005 bei dem schwedischen Label Anagram veröffentlicht. In dieser Zeit gehörte er auch zum Sextett bzw. Quintett des Trompeters Enar Jonsson. In den 1960er Jahren bildete er außerdem ein Sextett mit zwei Saxophonen und Trompete, aus dem sich Anfang der 1970er Jahre ein Quartett entwickelte, zu dem noch der Saxophonist Jan Forslund, der Bassist Kjell Thorbjörnsson und der Schlagzeuger Anders Söderling gehörte. Diese Gruppe, Göteborgs Musikkvartett, veröffentlichte 1974 und 1975 zwei LPs.
Anfang der 1970er Jahre arbeitete er auch mit dem Göteborgs Kammarkör unter Gunnar Eriksson zusammen, mit dem das gemeinsame Album Röster i mänskligt landskap (1971) entstand, und unternahm einige Tourneen mit ihm und mit dem norwegischen Komponisten Alfred Jansson. In dieser Zeit spielte Johansson zudem mit Lars Gullin, mit dem er in einer Fernsehsendung auftrat, aber auch auf Tourneen mit dem Göteborgs Kammarkör. 1974 gründete er zusammen mit der Gitarristin und Pianistin Susanna Lindeborg die Fusionband Mwendo Dawa, mit der er zwischen 1978 und 2012 diverse Alben vorlegte und international erfolgreich tourte. Seit 1991 trat er daneben im Duo mit Susanna Lindeborg auf, das sich auf akustisches Klavier, Saxophon und Sounddesign konzentrierte und Mitte der 1990er Jahre gemeinsam mit dem Duo Lee Konitz/Peggy Stern in Schweden auf Tournee war.
Als es aufgrund der verbesserten Leistungsfähigkeit der Computer möglich wurde, leichter live mit Computern zu arbeiten, gründeten Johansson und Lindeborg 2001 mit Per Anders Nilsson das Trio Natural Artefacts, das als Forschungsprojekt an der Akademie für Musik und Theater der Universität Göteborg begann. Natural Artefacts war mehrfach auf internationalen Tourneen, etwa in Nordamerika, Frankreich und Portugal. Seit 2001 teilte Johansson seine Zeit zwischen Mwendo Dawa, Natural Artefacts, dem Lindeborg/Johansson Duo und eigenen Soloauftritten. Er legte mehrere Soloalben vor. Zuletzt veröffentlichte er 2015 eine CD-Box Solo mit sieben CDs frei improvisierter Musik.
Weiterhin lehrte Johansson von 1972 bis 2004 als Professor für Saxophon, Ensemble und Harmonielehre an der Akademie für Musik und Theater in Göteborg.